# Geoff Cooke
Geoffrey Geoff Cooke (Manchester, 26 de julho de 1944) é um ex-ciclista britânico que competiu representando o Reino Unido em duas provas nos Jogos Olímpicos de 1972, em Munique, Alemanha.